# 11747 Libbykamen
11747 Libbykamen eller 1999 NQ9 är en asteroid i huvudbältet som upptäcktes den 13 juli 1999 av LINEAR i Socorro County, New Mexico. Den är uppkallad efter Libby Kamen.
Asteroiden har en diameter på ungefär 6 kilometer.